# Openair auf dem Bundesplatz

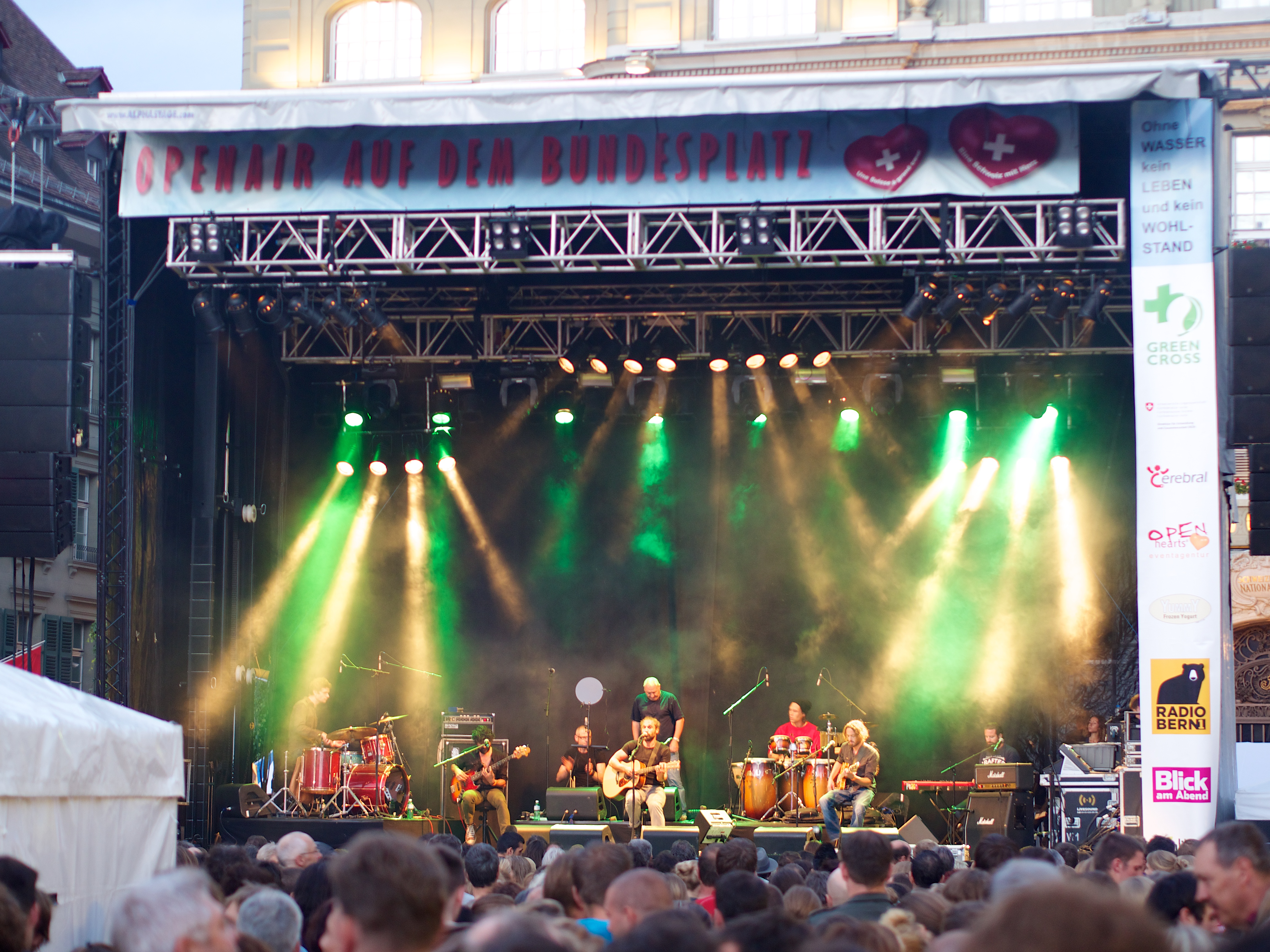
William White auf der Bühne des Openairs auf dem Bundesplatz 2013

Das Openair auf dem Bundesplatz ist ein eintägiges Musikfestival in Bern.

## Geschichte
Das internationale Openair-Festival "Rock gegen Hass" von 1992 bis 1997 in Lengnau (AG) und auf dem Platzspitz in Zürch, sowie in Leipzig (DE) und auf der Piazza Grande in Locarno mit Ursy und Sidney Weill als Initianten und Organisatoren, sowie Ellen Ringier als Präsidentin des damaligen Vereins und der Stiftung Jugend für Akzeptanz und Toleranz haben wesentlich zur Entstehung von Open Hearts und vom Openair auf dem Bundesplatz beigetragen.
Das Openair auf dem Bundesplatz ist ein seit 2006 jährlich im Vorfeld des Nationalfeiertags stattfindendes Musikfestival auf dem Berner Bundesplatz. Im Gegensatz zu den meisten Musikfestivals der Schweiz ist das Open Air auf dem Bundesplatz nicht kommerziell, sondern gesellschaftlich ausgerichtet und für die Besucher gratis. In den vergangenen Jahren hat das Open Air auf dem Bundesplatz jeweils rund 15'000 Zuschauer angezogen.
Unter dem Leitmotto „eine Schweiz mit Herz“ ist das Openair auf dem Bundesplatz jedes Jahr einem bestimmten politischen Anliegen gewidmet. 2013 stand das Festival im Zeichen des Internationalen Jahres der Zusammenarbeit im Bereich Wasser.
Seit seiner Gründung 2006 wird das Open Air durch den Verein und die gleichnamige Eventagentur Open Hearts organisiert sowie durch zahlreiche politische Parteien Verbände und Organisationen in unterschiedlicher Zusammensetzung getragen. Jahrespartner 2013 waren Green Cross Schweiz und die Deza. 2014 findet das Openair am 30. Juli statt.

## Programm
Das Kernprogramm besteht aus Bands, die vor allem aus der Rock- und (Alternativ-)Pop-Szene stammen. Immer dabei sind aktuelle Newcomer der schweizerischen Musikszene, regelmässig hatten auch Komiker Auftritte auf dem Bundesplatz, so zum Beispiel 2009 Ursus und Nadeschkin und 2010 Michael Elsener.

### Aufgetretene Künstler am Openair auf dem Bundesplatz 2006–2014
| Jahr | Datum    | Künstler |
| ---- | -------- | --- |
| 2006 | 31. Juli | Thomas Kull Band, Emashie Multikulti Band, Deborah mit Musikern von Sens Unik, Bligg, Adrian Stern, Gimma, DJ Tatana |
| 2007 | 30. Juli | Stress, Wurzel 5, Adrian Weyermann, Boob, Gustav, Prosaik, Fabienne Louves, DJ Tatana                                |
| 2008 | 30. Juli | Secondo, Chica Torpedo, Marylane, Projekt B, Jones, Polar, Sina, Greis, Die Einweicher, Michael von der Heide        |
| 2009 | 30. Juli | Kara und Wagabundis, The Fires, Ursus und Nadeschkin, Black Tiger, Lovebugs                                          |
| 2010 | 30. Juli | DeLaSar, Nüüt Noise, Anshelle, Michael Elsener, Marc Sway.                                                           |
| 2011 | 29. Juli | Crazy Rockers & Friends, Fraktionszwang, Noëmi Nadelmann, Caroline Chevin, Baschi                                    |
| 2012 | 30. Juli | Gianni Spano & the RockMinds, SWAY 89, Anna Rossinelli, Jesse Ritch, Pegasus (mit Überraschungsgast Stress)          |
| 2013 | 29. Juli | The Real Deal, Baum, Fraktionszwang, Trauffer, Nicole Bernegger, William White, Müslüm                               |
| 2014 | 30. Juli | Fraktionszwang, Mundish, Maxim Essindi, Michael von der Heide, Marc Sway, Kadebostany                                |